# وگیوزوو (استان لهستان کوچک‌تر)
وگیوزوو (به لاتین: Wygiełzów) یک روستا در لهستان است که در گمینا بابیتسه واقع شده‌است. وگیوزوو ۶۴۵ نفر جمعیت دارد.